# Bozoum
Bozoum – miasto w Republice Środkowoafrykańskiej; stolica prefektury Ouham-Pendé; 43 tys. mieszkańców (2006). Przemysł spożywczy, odzieżowy.